# Mesonerilla luederitzi
Mesonerilla luederitzi är en ringmaskart som beskrevs av Adolf Remane 1949. Mesonerilla luederitzi ingår i släktet Mesonerilla och familjen Nerillidae. Inga underarter finns listade i Catalogue of Life.